# Boerne (Texas)
Boerne es una ciudad ubicada en el condado de Kendall en el estado estadounidense de Texas. En el Censo de 2010 tenía una población de 10.471 habitantes y una densidad poblacional de 407,3 personas por km².

## Geografía
Boerne se encuentra ubicada en las coordenadas 29°47′9″N 98°44′1″O / 29.78583, -98.73361. Según la Oficina del Censo de los Estados Unidos, Boerne tiene una superficie total de 25.71 km², de la cual 24.92 km² corresponden a tierra firme y (3.05%) 0.78 km² es agua.

## Demografía
Según el censo de 2010, había 10.471 personas residiendo en Boerne. La densidad de población era de 407,3 hab./km². De los 10.471 habitantes, Boerne estaba compuesto por el 90.3% blancos, el 0.58% eran afroamericanos, el 0.37% eran amerindios, el 0.81% eran asiáticos, el 0.1% eran isleños del Pacífico, el 6.1% eran de otras razas y el 1.74% pertenecían a dos o más razas. Del total de la población el 22.74% eran hispanos o latinos de cualquier raza.